# Zagórzyczki
Zagórzyczki (kaszb. Zagórzëczczi, niem. Sageritzheide) – wieś w Polsce położona w województwie pomorskim, w powiecie słupskim, w gminie Damnica w odległości 19,5 km od Słupska. Wieś jest częścią składową sołectwa Zagórzyca.
W latach 1975–1998 miejscowość administracyjnie należała do województwa słupskiego.

## Nazwa
Nazwa jest tzw. chrztem nazewniczym i ma charakter pseudotopograficzny-relacyjny. Powstała przez dodanie do nazwy miejscowej Zagórzyca formantu zdrabniającego -k-. Pierwotna nazwa niemiecka Sageritzheide ma charakter topograficzny i jest złożeniem dwóch członów: nazwy miejscowej Sageritz „Zagórzyca” i nazwy pospolitej Heide „pustkowie, wrzosowisko”.
Rada Języka Kaszubskiego proponuje opartą na polskiej kaszubską formę nazwy Zagórzëczczi.